# Residustelling
In de complexe functietheorie, een deelgebied van de wiskunde, is de residustelling, ook wel de Cauchy-residustelling, een krachtig instrument om  lijnintegralen van analytische functies over gesloten krommen te berekenen. De residustelling kan als hulpmiddel worden gebruikt om reële integralen mee te berekenen. De residustelling is een algemene vorm van de integraalstelling van Cauchy en de integraalformule van Cauchy. Vanuit een meetkundig perspectief is de residustelling een speciaal geval van de stelling van Stokes.

## Stelling

Laat {\displaystyle U\subseteq \mathbb {C} } enkelvoudig samenhangend zijn, en {\displaystyle f} een holomorfe functie op {\displaystyle U} zijn, behalve in een discreet deel {\displaystyle U_{f}} van {\displaystyle U}, in de punten {\displaystyle a_{k}}. Voor de contourintegraal over de gesloten kromme {\displaystyle \gamma \subset U\setminus U_{f}} geldt:
{\displaystyle {\frac {1}{2\pi i}}\oint _{\gamma }f(z){\rm {d}}z=\sum _{a_{k}\in U_{f}}m_{\gamma }(a_{k}){\rm {Res}}(f,a_{k})}
Daarin is {\displaystyle m_{\gamma }(a)} het aantal keren dat de kromme {\displaystyle \gamma } om het punt {\displaystyle a_{k}} heen draait en {\displaystyle {\rm {Res}}(f,a_{k})} het residu van {\displaystyle f} in {\displaystyle a_{k}}.

## Websites
- MathWorld. Residue Theorem.
- JH Mathews. Residue Theorem - Residue  Calculus. gearchiveerd